# Is Is
Is Is – trzeci minialbum zespołu Yeah Yeah Yeahs wydany 24 lipca 2007. Utwory do EP zostały napisane w 2004 w czasie trwania trasy koncertowej promującej pierwszy pełny album grupy, Fever to Tell. Utwór "Down Boy" zajął 61. miejsce na liście 100 najlepszych piosenek 2007 według magazynu Rolling Stone.

## EP
Utwory do minialbumu zostały napisane w trakcie burzliwego okresu w historii zespołu. Niepokój, który wówczas panował wśród muzyków przekłada się na przeładowane seksualnością teksty piosenek. EP zostało wydane na płycie CD, 7" płycie winylowej oraz w formacie digital download.
Utwór "Down Boy" został początkowo wydany jako split z zespołem Liars, wydanym tylko w Australii i w Japonii.

## Film
Do EP zespół nagrał film. Współproducentami byli K. K. Barret i Lance Bangs. Film został nagrany 7 maja w noktowizji w Glasslands Gallery w Brooklynie. Zespół zagrał dwa razy, za każdym razem dla stu fanów - pierwszy raz dla mieszanej publiczności, a drugi dla samych kobiet. Główny kawałek "Down Boy" został nagrany w dwóch wersjach - na żywo i jako teledysk.
Zespół wrzucił trzy nagrania na żywo oraz teledysk do "Down Boy" na swój kanał na YouTubie.

## Lista utworów
1. "Rockers to Swallow" - 3:13
2. "Down Boy" - 3:53
3. "Kiss, Kiss" - 2:44
4. "Isis" - 4:00
5. "10 x 10" - 3:44

## Skład
- Brian Chase – perkusja
- Nick Zinner – gitary, microKorg
- Karen O – wokal

## Listy przebojów
EP zadebiutowało na 44. miejscu listy Top 100 Canadian Albums Chart. Osiągnął też 38. miejsce w sierpniu 2007 na liście Australian ARIA Singles Chart. 
Minialbum nie ukazał się na żadnej liście przebojów w Wielkiej Brytanii, ponieważ był za krótki, aby startować na listę albumów i za długi, by startować na listę singli.